# Haus zur Groe

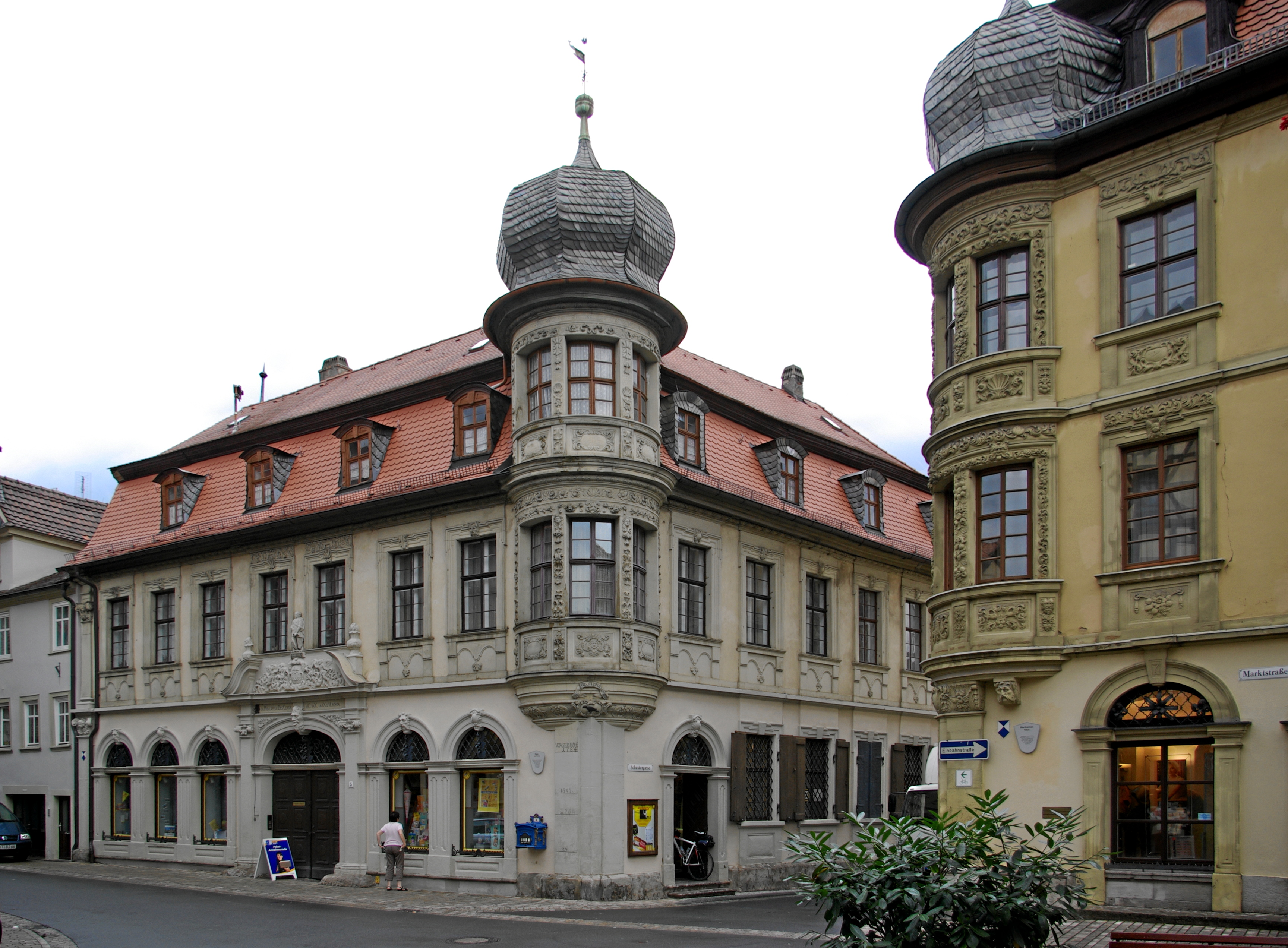
Das Haus zur Groe in der Marktbreiter Marktstraße

Das Haus zur Groe (Adresse Marktstraße 5, früher Hausnummer 177) ist ein ehemaliges Handelshaus in der Altstadt des unterfränkischen Marktbreit. Es wurde im Greissing-Stil errichtet und besitzt mit dem benachbarten Haus Wertheimer ein älteres Pendant.

## Geschichte
Der Bau des Hauses zur Groe ist indirekt mit dem Nachbargebäude verbunden. Das Haus Ecker Schustergasse/Marktstraße entstand als repräsentativer Sitz des Handelsunternehmens Wertheimer und wurde von Joseph Greissing erbaut. Der zur Schau gestellte Reichtum der Familie Wertheimer, die über Verbindungen bis in die Reichshauptstadt Wien verfügte, rief das Marktbreiter Handelsgeschlecht Günther auf den Plan. Im Jahr 1725 entstand gegenüber dem bereits bestehenden Bau das Haus zur Groe.
Bauherr war der Handelsmann Georg Günther. Das Baujahr ist in einer Inschrift (einem sogenannten Chronogramm oder Chronostichon) über dem Portal verewigt: „EN MEA AEDES CERTAE AC PAX ARXQVE BEATA.“ (= MDCCXXV = 1725, „Nach meiner Hoffnung ein sicheres Gebäude mit Frieden und glückliche Burg“). Eine weitere Inschrift im Lichthof des Baus nennt die Umstände: „In zweyen Jahren bracht man diesen Bau zu wegen. / denn Gott verlieh darzu die Mittel und den Seegen / und der Durchleuchtigste Fürst Adam Franz den Schutz / durch bee(i)de steht er je(t)zt der Handel schafft zu Nu(t)z / dem ganzen Ort zur Zier und zum bequemen wohnen / Gott deck ihn mit der Hand und gebe den Personen / die man darinnen find(e)t Gesundheit, Glück und Freud(e) / Herr Günther und sein Scha(t)z leb(en) lang in Fruchtbarkeit. / Dieses haben S. T. Herrn Georg Günthern, ansehlichen / CONSISTORIALen des Raths und vornehmen Handelsmann, / als Bau Herrn, zum Ehren gedächtnuß, verfertigen und / an seinem Nahmens Tag glückwünschend hierher se(t)zen wollen. // G(ebrüder) Thom(as) Michell / u(nd) Johann Michell / steinh(auer) u(nd) Mau(r)er / Meister // Joh(ann) Veit Wolff / Zim(m)er Meister“. So erhielt Georg Günther Schutz durch den Dorfherrn Adam Franz von Schwarzenberg. Der Bauherr entstammte der Familie Günther und bekleidete bereits 1688 das Amt des Bürgermeisters von Marktbreit.
Allerdings entstand der Bau nicht auf einem leeren Grundstück, sondern geht auf ein Vorgängerhaus zurück. Vor dem Dreißigjährigen Krieg stand an derselben Stelle eine Gastwirtschaft „zur Krähe“, daher der Hausname „Zur Groe“. Nachdem das Anwesen durch den Krieg in Mitleidenschaft gezogen war, übertrug der damalige Besitzer das Schankrecht auf das gegenüberliegende Löwenwirtshaus. Anders als beim Haus Wertheimer beschäftigte die Familie Günther allerdings nur lokale Handwerksmeister. Als Maurer hatte man die Gebrüder Michell, als Zimmermeister Veit Wolff gewonnen. Eventuell war der Kitzinger Bildhauer Johann Doser an der Anbringung der Bauzier beteiligt.

## Beschreibung
Das Haus zur Groe wird vom Bayerischen Landesamt für Denkmalpflege als Baudenkmal eingeordnet. Untertägige Überreste von Vorgängerbauten sind als Bodendenkmal vermerkt. Das Haus ist außerdem bedeutender Teil des Ensembles Altstadt Marktbreit. Das Haus präsentiert sich als zweigeschossiger Massivbau mit reicher Barockgliederung. Die Südfassade des eckständigen Anwesens geht zur Schustergasse, so dass dieses Haus mit zwei Seiten auf die beiden wichtigsten Durchgangsstraßen der Altstadt ausgerichtet ist. Jede Seite hat im Obergeschoss sieben Fensterachsen; das Erdgeschoss ist unregelmäßig gestaltet mit Durchfahrt, Eingängen, tief ausgeschnittenen Rundbogenfenstern an der Westseite und rechteckigen Fenstern an der Südseite.
Über dem Portal zur Marktstraße befindet sich zwischen den beiden S-förmig geschwungenen Teilstücken eines weit auseinandergezogenen Sprenggiebels eine Kartusche mit einer Hausmarke, die sich aus den gespiegelten und miteinander verschränkten Initialen GG des Bauherrn erhebt. Das plastisch erhabene Spiegelmonogramm wird von einem zweiten, aber eingeritzten Spiegelmonogramm wie von einem Innenschatten begleitet. Die Kartusche ist eingebettet in wild wuchernde Akanthusblätter, die von zwei geflügelten Putten gehalten werden. Über der Kartusche erhebt sich zwischen den Fenstern des Obergeschosses eine allegorische Skulptur der Spes, unten am Sockel mit der Inschrift „Ein Gott ergeb(e)ner Christ / hofft, was unsichtbar ist.“ versehen. Zwei Vasen, aus denen oben Flammen hervorkommen, stehen seitlich der Giebelsegmente auf Wandvorlagen, die eine Fortführung der das Portal einfassenden Pilaster sind. Das Gebäude schließt mit einem Mansardwalmdach ab. Besonders bemerkenswert ist der zweigeschossige Erker mit welscher Haube an der Ecke Schustergasse/Marktstraße. Am Unterbau des runden Eckerkers wird in einer Kartusche als Hauszeichen die schwarze Krähe dargestellt; das mehrfach gefaltete Schriftband darüber trägt den Wortlaut: „Das Haus zur Groe genannt“.